# إدي جنكينز
إدي جنكينز (بالإنجليزية: Eddie Jenkins)‏ (6 يوليو 1895 بويلز في المملكة المتحدة - ) هو مدرب كرة قدم ولاعب كرة قدم بريطاني (وحمل سابقاً جنسية المملكة المتحدة لبريطانيا العظمى وأيرلندا) في مركز الوسط.